# Café turco (Checoslovaquia)

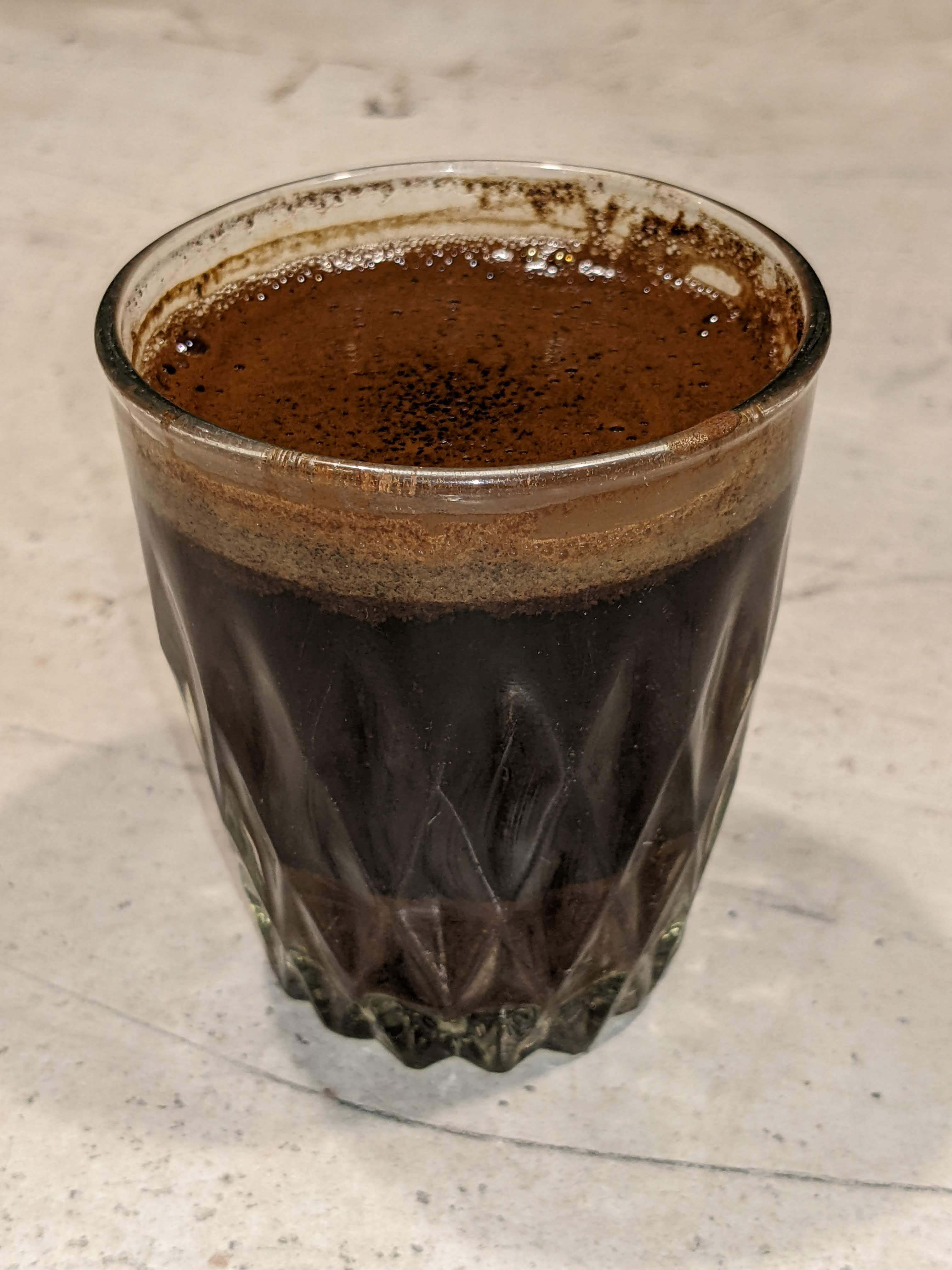
Café turco en una duritka soviética

Café turco (en eslovaco y checo, turecká káva, coloquialmente: turek, raramente obsoleto: káva s lógrom
) es una variante eslovaca y checa del café, preparado vertiendo y cociendo al vapor granos de café molidos con agua hirviendo y servido en una taza de vidrio. Solo tiene el nombre en común con el café preparado en Turquía. Sin embargo, los expertos y conocedores del café, no valoran demasiado este tipo de café por sus peores características de sabor en comparación con otros tipos de café. El café turco también se puede preparar a partir de café descafeinado.

## Preparación
Para preparar café turco de alta calidad, es importante elegir granos de café de alta calidad que no deben tostarse ni molerse durante mucho tiempo y deben estar frescos. Es ideal para moler el café poco antes de su preparación. El café se prepara a partir de una cantidad de 8 a 12 g.  El agua no debe hervir. El café debe verterse con agua a una temperatura ideal de 95 °C y dejarse reposar durante unos 3 minutos para que se enfríe a una temperatura de unos 70 °C. A esta temperatura, ya ha tenido lugar una extracción suficiente y el café debe beberse lo más rápido posible. Durante la elaboración posterior, se liberan taninos amargos, que dañan el estómago, o sustancias que estropean el sabor del café.